# Petulia (film)
Petulia è un film del 1968 diretto da Richard Lester con Julie Christie, George C. Scott, Richard Chamberlain e Arthur Hill.
Tratto dal romanzo Me and the Arch Kook Petulia di John Haase, il film era in concorso all'edizione 1968 del Festival di Cannes, ma il festival venne cancellato in seguito agli eventi del maggio 1968.

## Trama
La vita del Dr. Bollen di San Francisco con moglie poco amata e due figli quasi estranei, è sconvolta dall'incontro con una giovane donna un po' stravagante (Petulia) e con molti problemi familiari sulle spalle.

## Produzione
Il film fu prodotto dalla Petersham Pictures e dalla Warner Brothers/Seven Arts.

## Distribuzione
Distribuito dalla Warner Brothers/Seven Arts, il film fu presentato negli Stati Uniti il 10 giugno 1968.